# Evinayong
Evinayong é uma cidade da Guiné Equatorial, e capital da província de Centro Sul. Fica situada a sudeste de Rio Muni, e tem uma população de cerca de 5.000 habitantes.
Fica situada no topo de uma pequena montanha, e é conhecida pela sua vida noturna, os seus mercados e as suas quedas de água.